# Felipe Bertrán Güell
Felipe Bertrán Güell (Barcelona, 25 de septiembre de 1901-Barcelona, 25 de agosto de 1965) fue un político e industrial español.

## Biografía
Nacido el 25 de septiembre de 1901 en Barcelona, era hijo de José Bertrán y Musitu y de María Cristina Güell López. Colaboró como articulista en La Vanguardia. Desempeñó el cargo de consejero de Sanidad y Asistencia Social de la Generalidad de Cataluña durante la Segunda República. Tras el golpe de Estado de julio de 1936, huyó de la zona republicana y adherido al bando sublevado se incorporó al Arma de Ingenieros de este. Durante la posguerra se erigió como un representante destacado del género parahistoriográfico en la España franquista.
Falleció el 25 de agosto de 1965 en Barcelona.
Fue padre de José Felipe Bertrán de Caralt.

## Obras
- — (1938). Preparación y desarrollo del Movimiento Nacional.[3]
- — (1939). Rutas de la Victoria.[3]
- — (1939). Caudillo, profetas y soldados.[7]
- — (1940). La lección de Europa.[8]

## Distinciones
- Gran Cruz de la Orden del Mérito Civil (1958)[9]